# Astragalus kabutarlanensis
Astragalus kabutarlanensis es una especie de planta del género Astragalus, de la familia de las leguminosas, orden Fabales.

## Distribución
Astragalus kabutarlanensis se distribuye por Cáucaso y Georgia.

## Taxonomía
Fue descrita científicamente por Dehshiri & Maassoumi. Fue publicada en Iran. J. Bot. 11(2): 194 (193-195; fig. 1) (2006).